# Václav Petr (fotograf)
Václav Petr (* 29. června 1942, Praha) je český fotograf.

## Biografie
Václav Petr se narodil v roce 1942 v Praze, od poloviny 60. let 20. století žije v Třebíči. Mezi lety 1971 a 1974 absolvoval Školu výtvarné fotografie v Brně, studoval v ateliérech Karla Otta Hrubého, Miroslava Bílka a Milana Borovičky. V roce 1975 obdržel čestný titul Autor svazu českých fotografů. Profesně působil jako projektant v Jaderné elektrárně Dukovany. V roce 1970 byl spoluzakladatelem výtvarné skupiny Foton, tam působil mezi lety 1970 a 1976, byl také členem výtvarné skupiny Konfese Brno (mezi lety 1970 a 1971) a od roku 1972 byl členem výtvarné skupiny Integrace Brno.
V sedmdesátých a osmdesátých letech 20. století se věnoval černobílé fotografii, později se věnoval fotogramům nebo experimentům s fotografií s pohybovou neostrostí. Později se věnoval černobílým portrétům nebo aranžované figurální fotografii. Od devadesátých let fotografuje barevně a primárně v zahraničí. Napsal několik knih a cestopisů. Mezi lety 1970 a 1991 se zúčastnil 200 výstav v Československu a 35 fotosalonů v zahraničí. Je zastoupen ve sbírkách Moravské galerie v Brně, Muzeu Vysočiny v Třebíči a dalších sbírkách. V roce 1971 získal třetí cenu v soutěži Člověk tvůrce v Uherském Hradišti, roce 1972 získal 1. a 2. cenu v soutěži Můj kraj ve Zlíně, 2. cenu v soutěži Život kolem nás v Rokycanech, získal také cenu francouzské vlády v Orléans.

## Výstavy

### Samostatné
- 1970 – Okresní kulturní středisko, Třebíč
- 1970 – Jednotný klub pracujících, Třebíč (s Janem Dočekalem)[3]
- 1974 – Výstavní síň Fotochemy, Ostrava
- 1975 – Kulturní dům, Varnsdorf
- 1975 – Okresní kulturní středisko, Třebíč
- 1976 – Galerie Okresního kulturního střediska, Pardubice
- 1976 – Galerie Okresního kulturního střediska, Český Krumlov
- 2000 – Vstupní hala Jaderné elektrárny Dukovany, Dukovany
- 2000 – Výstavní interiér firmy ČEZ, Praha
- 2001 – Výstavní síň Fondu Třebíč, Třebíč (Václav Petr: Z cest po Asii)[3]
- 2007 – Galerie Malovaný dům, Třebíč (Václav Petr: S kamerou pěti kontinenty)[3]
- 2017 – Vstupní hala Jaderné elektrárny Dukovany, Dukovany[4]
- 2022 – Galerie Malovaný dům, Třebíč[5]

### Kolektivní
- 1970 – Zámek Třebíč, Třebíč (Výtvarná skupina Konfese)[3]
- 1970 – Národní dům, Třebíč (Fotografie a obrazy členů skupiny Konfese)[3]
- 1971 – Okresní kulturní středisko Bedřicha Václavka, Třebíč (s Miroslavem Dvořákem a Rudolfem Švecem)[3]
- 1970 – Northwest International Exhibition of Photography, Puyallup, USA
- 1970 – Exhibition of Photography, Edinburgh, Velká Británie
- 1971 – Exhibition of Photography, Edinburgh, Velká Británie
- 1971 – International Exhibition of Photography, Toowomba, Austrálie
- 1972 – International Exhibition of Photography, Toowomba, Austrálie
- 1974 – International Exhibition of Photography, Toowomba, Austrálie
- 1972 – Salon Européen et 25 Criterium Jeanne d'Arc, Orléans, Francie
- 1973 – OKS a Západomoravské muzeum, Třebíč (Skupiny Epos a Foton)
- 1974 – Dům pánů z Kunštátu, Brno (Skupina Foton)
- 1974 – Sydney International Sallon of Photography, Sydney, Austrálie
- 1975 – Salon Fotoclub Nantes, Nantés, Francie
- 1976 – Jednotný klub pracujících, Třebíč (VI. výstava mladých výtvarníků)[3]
- 1991 – Výstava fotografií oceněných na olympijských hrách, Barcelona, Španělsko
- 2007 – Galerie Malovaný dům, Třebíč (Skupina 4)[3]
- 2019 – Výstavní síň Předzámčí, Třebíč (Třebíč, jak ji vidím)[6]